# Staświny
Staświny (deutsch Staßwinnen, 1938 bis 1945 Eisermühl) und Staświny-Osada sind Orte in der polnischen Woiwodschaft Ermland-Masuren und gehören zur Landgemeinde Miłki (Milken) im Powiat Giżycki (Kreis Lötzen).

## Geographische Lage
Staświny liegt am Flüsschen Staświnka östlich des Hessen-Sees (polnisch Jezioro Wojnowo) in der östlichen Mitte der Woiwodschaft Ermland-Masuren. Bis zur Kreisstadt Giżycko (Lötzen) sind es zehn Kilometer in nordwestlicher Richtung.
Die Siedlung (polnisch Osada) Staświny liegt einen Kilometer weiter östlich unweit der Straße nach Ełk (Lyck).

## Geschichte
Das Gründungsjahr des nach 1785 Staswinnen, bis 1938 Staßwinnen genannten Dorfes ist das Jahr 1475. Damals erhielt der Ort die Handfeste von Bernhard von Balzhofen über 50 Hufen.
Am 29. März 1874 wurde Staßwinnen Amtsdorf und damit namensgebend für einen Amtsbezirk. Dieser – am 15. November 1938 in „Amtsbezirk Eisermühl“ umbenannt – bestand bis 1945 und gehörte zum Kreis Lötzen im Regierungsbezirk Gumbinnen (1905 bis 1945: Regierungsbezirk Allenstein) in der preußischen Provinz Ostpreußen. Von 1874 bis 1945 war Staßwinnen Sitz eines eigenen  Standesamts.
Inmitten des Dorfes hat sich bis heute ein großes Gutshaus vom Anfang des 20. Jahrhunderts erhalten, in dem sich wohl vor 1945 eine Schule befand. Ein weiteres Gutshaus – wohl um 1900 entstanden – befand sich abseits des Dorfes und war wohl Kernort des bis 1928 bestehenden Gutsbezirks Staßwinnen und könnte heute die Ortschaft Staświny-Osada sein.
Im Jahre 1910 waren in Staßwinnen 398 Einwohner gemeldet, von denen 391 im Dorf und sieben im Gutsbezirk lebten. Aufgrund der Bestimmungen des Versailler Vertrags stimmte die Bevölkerung im Abstimmungsgebiet Allenstein, zu dem Staßwinnen gehörte, am 11. Juli 1920 über die weitere staatliche Zugehörigkeit zu Ostpreußen (und damit zu Deutschland) oder den Anschluss an Polen ab. In Staßwinnen stimmten 260 Einwohner für den Verbleib bei Ostpreußen, auf Polen entfielen keine Stimmen.
Am 17. Oktober 1928 wurde der Gutsbezirk Staßwinnen in die Landgemeinde (Dorf) Staßwinnen eingemeindet. Die Einwohnerzahl belief sich 1933 auf 444 und 1939 bereits auf 452. Am 3. Juni – amtlich bestätigt am 16. Juli – des Jahres 1938 wurde Staßwinnen aus politisch-ideologischen Gründen der Abwehr fremdländisch klingender Ortsnamen in „Eisermühl“ umbenannt.
In Kriegsfolge kam der Ort 1945 mit dem gesamten südlichen Ostpreußen zu Polen und trägt seither die polnische Namensform „Staświny“. Heute ist das Dorf Sitz eines Schulzenamtes (polnisch sołectwo), in das die Ortschaft Staświny-Osada einbezogen ist. Beide Orte gehören somit zur Landgemeinde Miłki (Milken) im Powiat Giżycki (Kreis Lötzen), vor 1998 der Woiwodschaft Suwałki, seither der Woiwodschaft Ermland-Masuren zugehörig.

### Amtsbezirk Staßwinnen/Eisermühl (1874–1945)
Zum Amtsbezirk Staßwinnen resp. Eisermühl gehörten die Orte:
| Name              | Änderungsname 1938 bis 1945 | Polnischer Name  | Bemerkungen                            |
| ----------------- | --------------------------- | ---------------- | -------------------------------------- |
| Kruglinnen        | Kraukeln                    | Kruklin          |                                        |
| Ruhden            | Eisenwerk                   | Ruda             |                                        |
| Schedlisken       | Dankfelde                   | Siedliska        |                                        |
| Staßwinnen (Dorf) | Eisermühl                   | Staświny         |                                        |
| Staßwinnen (Gut)  |                             | (Staświny-Osada) | 1928 nach Staßwinnen-Dorf eingemeindet |

## Kirche
Staßwinnen resp. Eisermühl war bis 1945 in die evangelische Kirche Milken in der Kirchenprovinz Ostpreußen der Kirche der Altpreußischen Union und in die katholische Pfarrkirche St. Bruno Lötzen im Bistum Ermland eingepfarrt.
Heute gehören Staświny und Staświny-Osada zur evangelischen Pfarrkirche Giżycko in der Diözese Masuren der Evangelisch-Augsburgischen Kirche in Polen bzw. zur katholischen Pfarrkirche Miłki im Bistum Ełk der Römisch-katholischen Kirche in Polen.

## Schule
In Staßwinnen/Eisermühl bestand eine Schule, sie wurde 1945 zweiklassig und mit den Schulkindern aus Ruhden (1938 bis 1945 Eisenwerk, polnisch Ruda) geführt. Der Unterricht mag im Gutshaus in der Ortsmitte stattgefunden haben.

## Verkehr
Staświny liegt an der verkehrstechnisch bedeutenden polnischen Landesstraße DK 63 (frühere deutsche Reichsstraße 131), die von der polnisch-russischen Grenze bis zur polnisch-belarussischen Grenze quer durch Nordostpolen führt. Außerdem endet in Staświny die von Ełk (Lyck) kommende Woiwodschaftsstraße DW 656.
Eine Bahnanbindung besteht nicht. Bis 1945 war Ruhden (1938 bis 1945 Eisenwerk, polnisch Ruda) die nächste Bahnstation und lag an der Bahnstrecke Lötzen–Johannisburg, die im Krieg zerstört und danach abgebaut wurde.